# Бузахона
Бузахо́на (тадж. Бўзахона) — село у складі Хатлонської області Таджикистану. Входить до складу Чубецького джамоату району імені Мір Саїда Алії Хамадоні.
Назва означає дім, де готують бузу.
Населення — 558 осіб (2010; 545 в 2009).